# Hidinge
Hidinge är en ort i Lekebergs kommun, Närke, kyrkby i Hidinge socken, belägen norr om Fjugesta och sydväst om Lanna och Vintrosa, strax söder om E18. För orten avgränsades före 2015 en småort. Från 2015 räknas bebyggelsen till tätorten Vintrosa.
I orten finns Hidinge gamla kyrka, uppförd på 1200-talet, och Hidinge (nya) kyrka invigd 1867.
Krögaren och vinkännaren Carl Jan Granqvist växte upp i Hidinge.